# Hilda Sjölin
Hilda Sjölin (1835–1915) byla švédská fotografka, jedna z prvních profesionálních fotografek ve své zemi.

## Životopis
Sjölin byla vychována v Malmö jako jedna ze čtyř dcer. Dne 24. května 1860 inzerovala v Malmö, že provádí fotografii na skle, voskovaném plátně a papíru, a do února 1861 si otevřela vlastní ateliér na Västergatanu v domě, kde byla vychována.

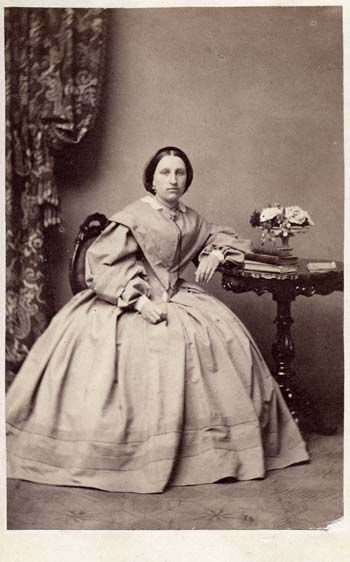
Fotografie Idy Hultgren z roku 1863

Hilda Sjölin se brzy stala „rovnocennou konkurentkou“ druhého fotografa ve městě, C. M. Tillberga a již nemusela inzerovat. Byla známá svými portrétními fotografiemi ve formátu carte de visite a od roku 1864 získala zakázku na pořízení fotografických pohledů na město. Byla první fotografkou, která pořídila stereoskopické snímky Malmö. O její aktivitě po roce 1870 se zdroje nezmiňují. V roce 1884 odešla z Malmö a v roce 1910 se se svou neprovdanou sestrou přestěhovala do Hörby.
Hilda Sjölin patřila k průkopnické generaci profesionálních fotografek ve Švédsku po Britě Sofii Hesseliusové : ve stejnou dobu, kdy se stala aktivní, Hedvig Söderström ve Stockholmu (1857), Emma Schenson v Uppsale a Wilhelmina Lagerholm v Örebro (1862), mimo jiné, staly se prvními profesionálními fotografkami ve svých městech: v šedesátých letech 19. století to bylo nejméně 15 potvrzených fotografek ve Švédsku, z nichž tři, Rosalie Sjöman, Caroline von Knorring a Bertha Valerius, patřící k elitě jejich profese. V roce 1888 se Anna Hwass stala jako první žena členkou správní rady Fotografické společnosti.